# 按摩施術所
按摩施術所（あんませじゅつしょ）は、大韓民国で本来は按摩を行う店であったが、1980年代から性的なサービスを付加させる店が現れ、1990年代になると按摩より売春を中心にする店が現れるようになった。入り口には「按摩」「スポーツマッサージ」「男性専用」などの看板が掲げられていることが多い。また、頽廃理髮所同様に、サインポールが付けられているところもある。